# 新巴甫利夫卡 (波洛希區)
新巴甫利夫卡（烏克蘭語：Новопавлівка），是烏克蘭東南部扎波羅熱州波洛希區奥里希夫市镇内的村落。處於金卡河左岸，分別距離尤爾基夫卡0.5公里和奥里希夫1公里，始建於1879年，面積3.85平方公里，海拔高度41米，2001年人口741人。